# Chen Sa
Chen Sa (chiń. upr. 陈萨; pinyin Chén Sà; ur. 21 listopada 1979 w Chongqingu) – chińska pianistka, laureatka wielu konkursów pianistycznych.

## Życiorys
Uczyła się kolejno w Syczuańskim Konserwatorium Muzycznym (1991–1995), Wyższej Szkole Sztuki w Shenzhen (1995–1997) i w Guildhall School of Music and Drama w Londynie (1997–2000). Już w wieku piętnastu lat wystąpiła na Międzynarodowym Konkursie Pianistycznym w Pekinie. 
Później została laureatką trzech ważnych konkursów:
- Międzynarodowy Konkurs Pianistyczny w Leeds (1996) – IV nagroda
- XIV Międzynarodowy Konkurs Pianistyczny im. Fryderyka Chopina (2000) – IV miejsce i nagroda Towarzystwa im. Fryderyka Chopina i Miasta Stołecznego Warszawy za najlepsze wykonanie poloneza (ex aequo ze swym rodakiem Li Yundim)
- Międzynarodowy Konkurs Pianistyczny im. Van Cliburna (2005) – III nagroda

Występuje w wielu krajach, m.in. w Anglii, Australii i Polsce. W 2010 otrzymała polską nagrodę „Paszport Chopina” za swój wkład w popularyzację muzyki Chopina. W jej repertuarze są utwory m.in. Fryderyka Chopina, Siergieja Rachmaninowa i Edvarda Griega. Nagrała kilka płyt m.in. dla wytwórni Harmonia Mundi i Pentatone Classics.
W 2021 brała udział w pracach jury XVIII Międzynarodowego Konkursu Pianistycznego im. Fryderyka Chopina w Warszawie.